# Přelouč
Přelouč är en stad i Tjeckien.   Den ligger i distriktet Okres Pardubice och regionen Pardubice, i den centrala delen av landet, 80 km öster om huvudstaden Prag. Přelouč ligger 222 meter över havet och antalet invånare är 8 586.
Terrängen runt Přelouč är platt.Runt Přelouč är det ganska tätbefolkat, med 155 invånare per kvadratkilometer. Närmaste större samhälle är Pardubice, 15,4 km öster om Přelouč. Omgivningarna runt Přelouč är en mosaik av jordbruksmark och naturlig växtlighet.